# Sân bay quốc tế Memphis
Sân bay quốc tế Memphis (IATA: MEM, ICAO: KMEM, LID FAA: MEM) là một sân bay hỗn hợp dân dụng và quân sự có cự ly 5 km về phía nam khu kinh doanh trung tâm của Memphis, một thành phố ở quận Shelby, bang Tennessee, Hoa Kỳ.
Sân bay quốc tế Memphis là nơi đóng trụ sở của "SuperHub" toàn cầu FedEx Express, xử lý một phần đáng kể của các bưu kiện của nhà cung cấp dịch vụ vận chuyển hàng hóa. Các tuyến bay thẳng của FedEx điểm với sân bay Memphis bao gồm nhiều thành phố trên khắp Hoa Kỳ lục địa, cộng với Anchorage và Honolulu, cũng như các thành phố ở Canada, Mexico, và Caribê nhiều. Các tuyến bay thẳng liên lục địa bao gồm: Köln, Dubai, Paris, London, Sao Paulo, Seoul và Tokyo. Nó được coi là một thành phố sân bay và aerotropolis. 
Từ năm 1993 đến 2009, Memphis đã có các hoạt động vận chuyển hàng hóa lớn nhất theo khối lượng hơn bất kỳ sân bay trên toàn thế giới. Chính cơ sở phân phối quốc gia và quốc tế cho Flextronics, Hewlett-Packard, Nike, Sharp và nhiều công ty khác có nằm ở Memphis phần lớn là để được gần trung tâm FedEx.
Memphis phục vụ như một trung tâm cho hãng hàng không Delta Air Lines, với các tuyến đường đến các điểm đến trên khắp Bắc Mỹ, cũng như một chuyến bay thẳng hàng ngày đến Amsterdam. Tuy nhiên, vào ngày 22 Tháng Ba 2011, Delta đã công bố kế hoạch để cắt giảm 25% hoạt động tại trung tâm Memphis của hãng, chủ yếu là loại bỏ các chuyến bay tới các điểm đến nhỏ hơn phục vụ bởi Comair.
Sân bay quốc tế Memphis có diện tích 1600 ha, có 4 đường băng, 64 chỗ đỗ máy bay. Năm 2010 sân bay đã phục vụ 10.368.048 lượt hành khách. Năm 2009, sân bay đã phục vụ 349.448 lượt chuyến.

## Nhà ga, hãng hàng không và tuyến bay
- Terminal A có 23 cửa: A1-A12, A14, A16, A18-A21, A25, A27, A29, A31 and A33.[6]
- Terminal B có 42 cửa: B1-B43 (B21 doesn't exist).[7] Terminal B phục vụ các tuyến bay đến và yêu cầu hành khách phải qua một khu kiểm tra an ninh TSA sau khi làm thủ tục hải quan. Lý do là vì sản hải quan nằm ở hành lang thay vì nằm ở sảnh chính.
- Terminal C có 18 cửa: C1-C5, C7-C11, C12A/C12B, C14A/C14B, C16, C18, C20 and C22.[8]

| Hãng hàng không                                          | Các điểm đến | Terminal |
| -------------------------------------------------------- | --- | -------- |
| Air Canada Express cung ứng bởi Jazz Air                 | Toronto-Pearson | C        |
| AirTran Airways                                          | Atlanta | A        |
| American Airlines                                        | Dallas/Fort Worth | C        |
| American Eagle                                           | Chicago-O'Hare, Miami | C        |
| Continental Express cung ứng bởi ExpressJet Airlines     | Houston-Intercontinental, Newark | C        |
| Delta Air Lines                                          | Amsterdam, Atlanta, Detroit, Fort Lauderdale, Kansas City, Las Vegas, Little Rock, Los Angeles, Miami, Minneapolis/St. Paul, New Orleans, New York-LaGuardia, Orlando, Salt Lake City, Seattle/Tacoma [ends January 4], Tampa, Washington-National Theo mùa: Cancún | B        |
| Delta Connection operated by Atlantic Southeast Airlines | Atlanta, Baltimore [ngừng vào ngày 4/1/2012], Baton Rouge, Birmingham (AL), Boston, Charlotte, Cleveland, Columbus (MS), Dallas/Fort Worth, Denver, Des Moines, Evansville, Fayetteville (AR), Gulfport/Biloxi [ngừng vào ngày 4/1/2012], Huntsville/Decatur, Jackson (MS), Jacksonville (FL), Little Rock, Mobile [ngừng vào ngày 4/1/2012], Monroe, Montgomery, Nashville, New Orleans, Newark, Oklahoma City, Omaha, Panama City (FL) [ngừng vào ngày 4/1/2012], Pensacola, Phoenix, Shreveport, Springfield (MO), St. Louis, Tulsa, Washington-National                      | A, B, C  |
| Delta Connection cung ứng bởi Chautauqua Airlines        | Columbus (OH), Louisville | A, B     |
| Delta Connection cung ứng bởi Comair                     | Atlanta, Baltimore [ngừng vào ngày 4/1/2012], Birmingham (AL), Boston, Cincinnati/Northern Kentucky, Dallas/Fort Worth, Nashville, Philadelphia, Raleigh/Durham Theo mùa: Fort Myers | A, B     |
| Delta Connection cung ứng bởi Mesaba Airlines            | Austin, Baltimore [ngừng vào ngày 4/1/2012], Boston, Columbus (MS), Denver, Detroit, Fort Smith, Greenville (MS), Hattiesburg/Laurel, Kansas City, Minneapolis/St. Paul, Muscle Shoals, New Orleans, Panama City (FL) [ngừng vào ngày 4/1/2012], Philadelphia, Tampa, Tupelo Theo mùa: Fort Myers, Tampa | A, B     |
| Delta Connection operated by Pinnacle Airlines           | Atlanta, Austin, Birmingham (AL), Charlotte, Chicago-O'Hare, Cincinnati/Northern Kentucky, Cleveland, Columbia (MO), Columbus (OH), Dallas-Love, Des Moines, Detroit, Fort Smith, Grand Rapids [ngừng vào ngày 4/1/2012], Gulfport/Biloxi [ngừng vào ngày 4/1/2012], Houston-Intercontinental, Indianapolis, Jacksonville (FL), Kansas City, Knoxville, Lubbock, Milwaukee, Muscle Shoals [ngừng vào ngày 31/10/2012], Nashville, New Orleans, Oklahoma City, Omaha, Pittsburgh, Raleigh/Durham, San Antonio, Wichita Theo mùa: Appleton, Cedar Rapids, Evansville, Lincoln (NE) | A, B, C  |
| Delta Connection cung ứng bởi SkyWest Airlines           | Milwaukee, Salt Lake City, St. Louis, Wichita [ngừng vào ngày 4/1/2012] | B        |
| United Express cung ứng bởi Mesa Airlines                | Chicago-O'Hare | C        |
| United Express cung ứng bởi SkyWest Airlines             | Chicago-O'Hare, Denver | C        |
| US Airways                                               | Charlotte | C        |
| US Airways Express cung ứng bởi Mesa Airlines            | Charlotte | C        |
| US Airways Express cung ứng bởi Republic Airlines        | Charlotte | C        |

### Nhà ga tư nhân
SeaPort Airlines đóng ở ngoài Signature Air FBO.
| Hãng hàng không  | Các điểm đến                                             |
| ---------------- | -------------------------------------------------------- |
| SeaPort Airlines | El Dorado, Harrison, Hot Springs, Jonesboro, Kansas City |

### Các điểm đến hàng đầu
| Hạng | Thành phố                | Số khách | Hãng chuyên chở         |
| ---- | ------------------------ | -------- | ----------------------- |
| 1    | Atlanta, GA              | 450.000  | AirTran, Delta          |
| 2    | Charlotte, NC            | 201.000  | Delta, US Airways       |
| 3    | Minneapolis/St. Paul, MN | 159.000  | Delta                   |
| 4    | Chicago, IL (ORD)        | 158.000  | American, Delta, United |
| 5    | Dallas/Fort Worth, TX    | 154.000  | American, Delta         |
| 6    | Detroit, MI              | 138.000  | Delta                   |
| 7    | Orlando, FL              | 137.000  | Delta                   |
| 8    | Los Angeles, CA          | 131.000  | Delta                   |
| 9    | Las Vegas, NV            | 124.000  | Delta                   |
| 10   | Phoenix, AZ              | 118.000  | Delta                   |

### Hãng vận chuyển hàng hóa
| Hãng hàng không                              | Các điểm đến |
| -------------------------------------------- | --- |
| FedEx Express                                | Aguadilla, Albany (NY), Albuquerque, Allentown, Anchorage, Appleton (WI), Atlanta, Austin, Baltimore, Billings (MT), Birmingham, Bogota, Boise, Boston, Buffalo, Burbank, Calgary, Campinas-Viracopos, Casper (WY), Cedar Rapids, Charleston (SC), Charlotte, Chicago-O'Hare, Cincinnati, Cleveland, Cologne, Colorado Springs, Columbia (SC), Columbus (OH), Dallas/Fort Worth, Dayton, Denver, Des Moines, Detroit, Dubai, Edmonton, El Paso, Flint, Fort Lauderdale, Fort Myers, Fort Wayne, Grand Forks (ND), Grand Rapids, Great Falls (MT), Greensboro, Greenville (SC), Guadalajara, Harlingen (TX), Harrisburg, Hartford, Honolulu, Houston-Intercontinental, Huntington (WV), Indianapolis, Jacksonville, Kansas City, Knoxville, Lafayette (LA), Laredo (TX), Las Vegas, Los Angeles, London-Stansted, Louisville, Lubbock, Madison (WI), Manchester (NH), Milwaukee, Minneapolis/St. Paul, Miami, Mobile (AL), Monterrey, Montreal-Mirabel, Nashville, New York-JFK, Newark, Newburgh (NY), New Orleans, Norfolk, Oakland, Oklahoma City, Omaha, Ontario (CA), Orlando, Osaka-Kansai, Paris-Charles de Gaulle, Peoria (IL), Philadelphia, Pittsburgh, Phoenix, Portland (ME), Portland (OR), Providence (RI), Raleigh/Durham, Reno, Richmond, Roanoke (VA), Rochester (MN), Rochester (NY), Sacramento, Salt Lake City, San Antonio, San Diego, San Francisco, San Jose (CA), San Juan (PR), Santa Ana (CA), Savannah (GA), Seattle/Tacoma, Seoul-Incheon, Shreveport, Sioux Falls, Spokane, Springfield (MO), St. Louis, Syracuse (NY), Tallahassee, Tampa, Toronto-Pearson, Tokyo-Narita, Toluca, Tucson, Tulsa, Vancouver, Washington-Dulles, West Palm Beach, Wichita (KS), Winnipeg |
| FedEx Feeder vận hành bởi Mountain Air Cargo | Charleston (WV), Chattanooga, Huntsville, Tallahassee, Tulsa, |